# Joan Chandler
Joan Chandler (* 24. August 1923 in Butler, Pennsylvania als Joan Cheeseman; † 11. Mai 1979 in New York City) war eine US-amerikanische Schauspielerin.

## Leben und Karriere
Joan Chandler wurde als Joan Cheeseman in Pennsylvania geboren, wo ihre Familie einen Leihwagenhandel betrieb. Sie hatte zwei Schwestern. Von November 1944 bis November 1945 spielte sie am Broadway für circa ein Jahr in der erfolgreichen Komödie The Late George Apley. Danach wurde die brünette Schauspielerin nach Hollywood verpflichtet, wo sie ihr Filmdebüt in dem Drama Humoreske neben Joan Crawford und John Garfield gab. Zwei Jahre später spielte Chandler ihre heute noch bekannteste Rolle in Alfred Hitchcocks Thriller Cocktail für eine Leiche; sie verkörperte die elegante und kultivierte Freundin eines Mordopfers, mit der die Mörder ihres Freundes fiese Intrigen spielen. 
Chandlers Zeit in Hollywood währte nur kurz und sie arbeitete anschließend wieder an der amerikanischen Ostküste, wo sie unter anderem Mitglied des renommierten Actors Studio wurde. Sie war von 1948 bis 1959 noch in vier weiteren Bühnenproduktionen am Broadway zu sehen, wobei besonders ihr Auftritt in der Komödie My Three Angels an der Seite von Walter Slezak ein Erfolg war. Ebenfalls spielte sie besonders in den frühen 1950er-Jahren öfters in US-Fernsehserien, die damals häufig noch live in New York ausgezeichnet wurden. Ihren dritten und letzten Filmauftritt hatte sie 1958 mit einer Nebenrolle in dem 1958 erschienenen B-Movie Dragstrip Riot. Für ihre letzten beiden Lebensjahrzehnte sind keine Aktivitäten als Schauspielerin öffentlich geworden.
Joan Chandler war zweimal verheiratet, zunächst mit David McKay und in späteren Jahren mit Dr. Charles C. Hogan. Beide Ehen wurden geschieden. Sie starb 1979 im Alter von 55 Jahren an Krebs.

## Filmografie
- 1946: Humoreske (Humoresque)
- 1948: Cocktail für eine Leiche (Rope)
- 1949: The Philco Television Playhouse (Fernsehserie, eine Folge)
- 1950: Actor’s Studio (Fernsehserie, eine Folge)
- 1950: Starlight Theatre (Fernsehserie, eine Folge)
- 1950/1956: Studio One (Fernsehserie, zwei Folgen)
- 1951: Somerset Maugham TV Theatre (Fernsehserie, zwei Folgen)
- 1951: Celanese Theatre (Fernsehserie, eine Folge)
- 1951: Suspense (Fernsehserie, eine Folge)
- 1951–1952: Pulitzer Prize Playhouse (Fernsehserie, drei Folgen)
- 1951/1962: Armstrong Circle Theatre (Fernsehserie, zwei Folgen)
- 1952: Robert Montgomery Presents (Fernsehserie, zwei Folgen)
- 1958: Dragstrip Riot